# Seikatsu Club
 (février 2011).
Si vous disposez d'ouvrages ou d'articles de référence ou si vous connaissez des sites web de qualité traitant du thème abordé ici, merci de compléter l'article en donnant les références utiles à sa vérifiabilité et en les liant à la section « Notes et références ».
Le Seikatsu Club (生活クラブ, seikatsu kurabu, « club de la vie »), abréviation de Seikatsu club jigyō rengō seikatsu kyōdō kumiai rengōkai (生活クラブ事業連合生活協同組合連合会), est une fédération coopérative de coopératives de consommation japonaise principalement pour l'achat de produits alimentaires. 

## Histoire
En 1965, le Seikatsu Club a commencé à travailler comme un mouvement social et volontaire avec 200 femmes de Tokyo qui souhaitaient changer leur vie et introduire plus d'autonomie dans leur communauté locale à partir d'une activité d'achat collectif de lait. Ce mouvement est devenu une coopérative de consommateurs qui fournit actuellement près de 3 000 produits de base.
Au début des années 1970, le Seikatsu Club était une des premières coopératives qui ont inventé le système teikei (提携, contrat d'achat collectif direct entre producteurs et consommateurs à l'esprit mutualiste et égalitaire), modèle repris dans le mouvement AMAP en France.

## Description
L'union de Seikatsu Club est de taille moyenne pour le Japon et leurs activités pratiquées en autogestion concernent l'alimentation, l'environnement et le social sur un principe de base qui tend vers plus d'autogestion et d'autonomie alimentaire. En 2009, le Seikatsu Club compte trente coopératives autonomes, du nord à l'ouest du Japon. Les coopérateurs sont au nombre de 320 000, pour la plupart des femmes. Le chiffre d'affaires des achats collectifs est de 642 850 000 euros.
Le Seikatsu Club défend une éthique sociale et des principes écologistes, à travers le développement durable, la sécurité alimentaire, la souveraineté alimentaire, le refus des OGM, le refus de la diversité inutile qui est génératrice des mauvais aspects marketing tout autant que des bons, etc. Pour atteindre ces objectifs, les consommateurs prennent des responsabilités dans les processus de production, et le Seikatsu Club s'efforce quand c'est possible de posséder ses propres unités de production, conjointement avec les producteurs.
Depuis 2008, pour faire face au vieillissement des agriculteurs actuels, elles ont lancé un programme permettant aux citadins de participer au travail agricole à la campagne.